# Список умерших в 651 году
Список умерших в 651 году — перечень исторических деятелей, чья смерть зафиксирована в 651 году нашей эры.  Записи расположены в хронологическом порядке, если известна дата смерти, или в алфавитном порядке. 

## Август
- 20 августа — Освин — король Дейры (644—651).
- 31 августа — Айдан Линдисфарнский — христианский святой, миссионер, основатель и первый епископ монастыря на острове Линдисфарн.

## Дата смерти неизвестна или требует уточнения
- Абу Зарр аль-Гифари — сподвижник пророка Мухаммеда.
- Бирин — первый епископ Дорчестерский, известен как «апостол Уэссекса» за обращение королевства Уэссекс в христианство.
- Браулио Сарагосский — епископ Цезаравгусты (Сарагосы) и учёный священнослужитель.
- Бхартрихари — санскритский автор.
- Радоальд — герцог Беневенто (646—651).
- Сурака ибн Амр — исламский полководец, участник завоевательных войн на Кавказе.